# Bevrijdingsleger van Preševo, Medveđa en Bujanovac
Het Bevrijdingsleger van Preševo, Medveđa en Bujanovac (Albanees: Ushtria Çlirimtare e Preshevës, Medvegjës dhe Bujanocit, UÇPMB) was een Albanese guerrillagroep die in Centraal Servië vocht voor de onafhankelijkheid van de gemeentes Preševo, Bujanovac en Medveđa, die een overgrote Albanese meerderheid kennen, ook wel bekend als het Conflict in de Preševo-vallei. De uniformen, procedures en tactieken van de UÇPMB hadden veel overeenkomsten met die van het Kosovo Bevrijdingsleger (UÇK). De UÇPMB voerde operaties uit tussen 1999 en 2001, met als doel de drie gemeentes bij Kosovo te voegen.
Aan het eind van de Kosovaarse Oorlog in 1999 werd er door de Verenigde Naties een driemijlszone aangelegd rondom de gemeentes, waarbinnen het leger uit Servië en Montenegro niet toegestaan was te patrouilleren; politie met lichte vuurwapens was dit wel toegestaan. Binnen de exclusieve zone viel Dobrosin, maar bijvoorbeeld niet Preševo.
Door de hinderlagen van het Kosovo Bevrijdingsleger in de gedemilitariseerde zone moesten de Serviërs de patrouilles vrijwel meteen staken. Tussen 21 juni 1999 en 12 november 2000 werden er 294 aanvallen gerapporteerd, waarbij er zes burgers en acht politiemensen werden gedood. Zevenendertig mensen werden gewond en vijf burgers gekidnapt. Vanwege deze situatie stond de NAVO toe, dat het Joegoslavisch leger de gedemilitariseerde zone opnieuw in mocht vanaf 24 mei 2001 en werden de UCPMB-leden opgeroepen zichzelf aan te geven bij KFOR. Aan deze oproep gaven 450 UCPMB-leden gevolg, waaronder commandant Shefqet Musliu op 26 mei.
Sloveense Oorlog (1991) · Kroatische Oorlog (1991-95) · Bosnische Burgeroorlog (1992-95) · Kroatisch-Bosniakse Oorlog (1992-94) · Kosovo-oorlog (1998-99) · Operatie Allied Force (1999) · Conflict in de Preševo-vallei (2001) · Macedonisch conflict (2001)